# 宇品四丁目停留場
宇品四丁目停留場（うじなよんちょうめていりゅうじょう、宇品四丁目電停）は、広島市南区宇品神田四丁目および五丁目にある広島電鉄宇品線の路面電車停留場である。駅番号はU14。

## 歴史
当停留場は1935年（昭和10年）、宇品線の御幸橋東詰から宇品 までの区間が新線に移設された際に開設。当時は七丁目停留場（ななちょうめていりゅうじょう）と称していた。1945年（昭和20年）8月6日の原爆投下により宇品線をはじめ市内電車は全線不通となるが、当停留場を含む宇品線の電鉄前から向宇品までの区間は同月18日に運行を再開している。
戦後、1960年（昭和35年）には宇品七丁目停留場（うじなななちょうめていりゅうじょう）へと改称される。しかし1968年（昭和43年）8月には宇品町で町名変更が実施され、同年9月には宇品四丁目停留場へと停留場名が改められている。なお、当停留場が宇品四丁目と称するまでは隣の宇品五丁目停留場が同名を称していた。

### 年表
- 1935年（昭和10年）12月27日：宇品線の御幸橋東詰 - 宇品間で路線が新線へ移設、同時に七丁目停留場として開業[3]。
- 1960年（昭和35年）3月30日：宇品七丁目停留場に改称[3]。
- 1968年（昭和43年）9月1日：宇品四丁目停留場に改称[3]。

## 停留場構造

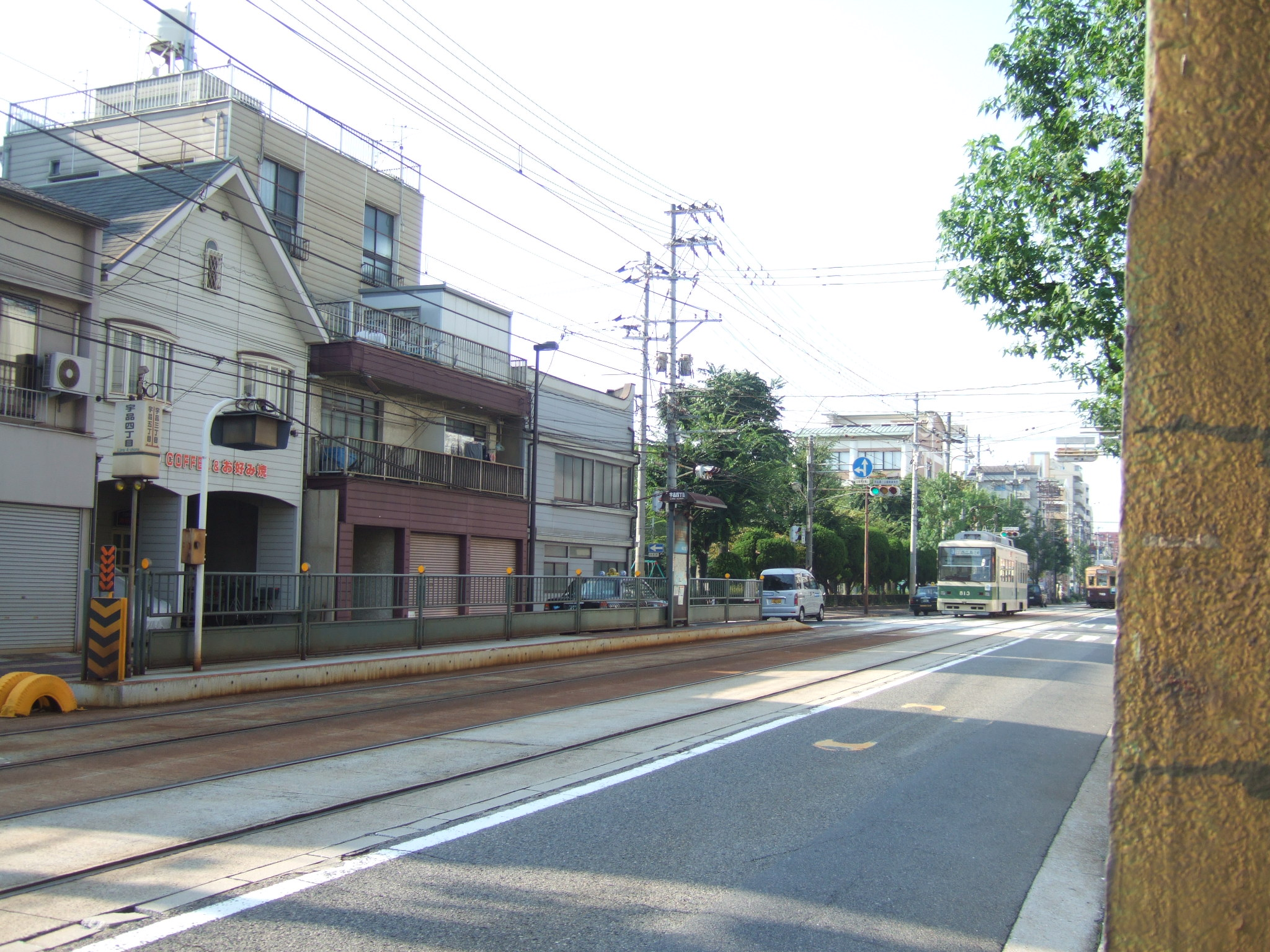
広島駅・紙屋町方面ホーム

宇品線はほぼすべての区間で軌道が道路上に敷かれた併用軌道であり、当停留場も道路上にホームが置かれている。ホームは低床式で2面あり、南北方向に伸びる2本の線路を挟み込むように配置されている。ただし互いのホームは斜向かいに位置しており、北に広島港方面へ向かう下りホーム、南に広島駅・紙屋町方面へ向かう上りホームがある。
いずれのホームとも3両・5両連接車に対応したホーム長をもっているが、上屋は単車の乗車口あたりにしかない。軌道が敷かれている宇品通りは幅員が狭小であるため、かつては安全地帯が設けられていない平面停留場であったが、同じく平面停留場であった宇品三丁目停留場で交通事故が起きたことにより整備が進められ、1994年（平成6年）8月末に安全地帯の設置が完了している。

### 運行系統
当停留場には広島電鉄で運行されている系統のうち、1号線、5号線、7号線、それに0号線が乗り入れている。
| 下りホーム | 1号線 · 5号線 · 7号線 | 広島港ゆき             |
| 上りホーム | 0号線                 | 広電本社前ゆき         |
| 上りホーム | 1号線                 | 紙屋町経由広島駅ゆき   |
| 上りホーム | 5号線                 | 比治山下経由広島駅ゆき |
| 上りホーム | 7号線                 | 横川駅ゆき             |

## 停留場周辺
付近は古くからの住宅街である。ところどころではマンション建設など小規模な再開発が進む。
- 広島市立宇品小学校
- うじな保育園
- 神田神社
- 宇品第二公園
  - 宇品公民館
- マツダ宇品工場
- 広島都市学園大学
- 中国郵政研修センター

## 隣の停留場
広島電鉄
■宇品線
宇品三丁目停留場 (U13) - 宇品四丁目停留場 (U14) - 宇品五丁目停留場 (U15)